# 세이비어 (1998년 영화)
《세이비어》(Savior)는 미국에서 제작된 피터 안토니제빅 감독의 1998년 전쟁, 드라마, 액션 영화이다. 보스니아 전쟁 중 세르비아계 보스니아인 여성과 그녀의 신생아를 유엔안전지대로 호송하는 미국 용병에 관한 영화이다. 데니스 퀘이드 등이 주연으로 출연하였고 올리버 스톤 등이 제작에 참여하였다.

## 출연

### 주연
- 데니스 퀘이드

### 조연
- 나스타샤 킨스키
- 스텔란 스카르스고르드

## 기타
- 공동제작: 나오미 데스프레스
- 미술: 블라디슬라프 라식
- 배역: 마리 베뉴